# حسين سميعي
ميرزا حسين بن حسن سميعي الملقب بـأديب السلطنة والمتخلّص بـعطاء (نحو 1876 - 5 فبراير 1954) شاعر وسياسي إيراني الذي انتقل إلى العديد من المناصب. اشتغل أولاً في وزارة الخارجية ثم رئيسا لمكتب الحكومات المجاورة. دخل وزارة الداخلية في 1910 وكان نائبا عن رشت في مجلس الشورى الوطني 1914-1918. ألّف بعض الكتب ومال إلى الأدب وله ديوان.

## سيرته
ولد حسين بن حسن سميعي الجيلاني نحو 1876/ 1293 هـ في رشت في عائلة عريقة. مرت طفولته في طهران وكرمانشاه و تعلم في كرمانشاه علوم العربية والأدبية على أبو الفقراء الإصفهاني وميرزا سالك الكرمانشاهي. بدأ ينظم الشعر من سن الحادية عشرة. ثم عاد إلى طهران في 1893 واشتغل بالوزارة الخارجية في البلاط القاجاري في أيام حكم مظفر الدین. انتقل إلى الوزارة الداخلية بعد الثورة الدستورية في 1907. ثم انتخب نائباً عن رشت في الدورة الثالثة لمجلس الشورى الوطني في عام 1914. انتقل بين وزارت الداخلة و «فوائد العامة» فيما بعد. ثم عُيِّن حاكماً لطهران. 

ألّف بعض الكتب ودرّس علوم السياسية وكان رئيسا للأكاديمية الأدبية الإيرانية. تولّى أيضا رئيس المنظمة الكشفية. وفي عام 1935 بعد تشكيل الأكاديمية الأولى للعلوم، انتخب عضوا لها. 

في عام 1940، تمت ترقيته سفيرا لإيران إلى أفغانستان، وظلَّ في منصبه لمدة عامين تقريبا ثم عاد إلى رئاسة الأكاديمية.
توفي في 1953 ودفن في مقبرة ابن بابويه في الري، جنوب طهران.

## مؤلفاته
- قواعد الكتابة
- ذكريات السفر الهجرة
- ديوان الشعري
- روح الكلام
- رسالة في القواعد اللغة الفارسية
- رغبات بشر
- الأخوات
- السياسة: بالعربية.

و قد ترجم تاريخ أفغانستان لجمال الدين الأفغاني من العربية إلى الفارسية.